# Sidi Ahmed Laarosi
Sidi Ahmed Laarosi (en árabe: سيدي أحمد العروسي‎, en francés: Sidi Ahmed Laaroussi) es un municipio del Sáhara Occidental controlado por Marruecos, en la provincia de Semara. Perteneció al territorio español de Saguía el Hamra.